# علي العابدي
 علي عبدي  (1993 تونس) هو لاعب كرة قدم تونسي. يلعب لصالح نادي نيس في الدوري الفرنسي و المنتخب التونسي

## روابط خارجية
- علي العابدي على موقع قاعدة بيانات كرة القدم.إي يو (الإنجليزية)
- علي العابدي على موقع ناشيونال فوتبول تيمز (الإنجليزية)
- علي العابدي على موقع Soccerway.com (الإنجليزية)
- علي العابدي على موقع عالم كرة القدم.نت (الإنجليزية)